# ヴェネト語
ヴェネト語（ヴェネトご、vèneto、łéngua vèneta）またはベネト語（ベネトご）は、イタリアのヴェネツィアなどで話されている言語。代表都市名でもあり、この地を長く治めていたヴェネツィア共和国の名からヴェネツィア語（ヴェネツィアご）、ベネチア語（ベネチアご）とも呼ばれる。

## 歴史
ヴェネト語の歴史は、5世紀ごろにヴェネト人がゲルマン系民族などに追われてヴェネツィアに避難したことから始まる。
ヴェネツィア人の避難以後、ヴェネツィア共和国の発展とともに言語も発展していく。
19世紀にヴェネツィア共和国が消滅し、イタリア共和国の領土になるとヴェネツィアではイタリア語を基本とするようになった。
他方、ヴェネツィア人は19世紀末期にヴェネツィアから世界に移住するようになった。そしてその移住先のブラジル、メキシコ、ルーマニアでヴェネト語コミュニティを構築した。そのコミュニティーは今でも続いている。
現在では、共和国時代のヴェネト語とイタリア語の1方言としてのヴェネツィア方言は基本的に別物として扱われている。なお、「Ciao」などイタリア語に逆に取り込まれた語もある。
ヴェネト州のマロースティカで行われる人間チェスでは、ヴェネト語で指示するのが通例となっている。

## 言語名別称
- Italian
- Venet
- Venetian

## 方言
- Tretine (vec-tre)
- Venetian Proper (vec-ven)
- Triestino (vec-tri)
- Bisiacco (vec-bis)
- Istrian (vec-ist)